# 黄宇翔
黄宇翔（Huang Yuxiang，1993年1月25日—），浙江杭州人，中国男子羽毛球运动员。

## 簡歷
2010年3月，黄宇翔首次入选中国国家羽毛球队二队，随后即代表國家隊在亞青賽贏得男單和團體冠軍，其後又在墨西哥舉行的世青赛助國家隊奪得团体冠军。同年8月，黄宇翔獲派參加2010年夏季青年奧林匹克運動會羽毛球比賽，並被选为中国代表团的旗手；然而，他在男单比赛中发挥不理想，最终止步八强。

## 主要比賽成績
只列出曾進入準決賽的國際賽事成績：
| 年份   | 賽事                   | 公開賽級別 | 項目     | 成績   |
| ------ | ---------------------- | ---------- | -------- | ------ |
| 2010年 | 亞洲青年羽毛球錦標賽   | 其他       | 混合團體 | 冠軍   |
| 2010年 | 亞洲青年羽毛球錦標賽   | 其他       | 男子單打 | 冠軍   |
| 2010年 | 世界青年羽毛球錦標賽   | 其他       | 混合團體 | 冠軍   |
| 2011年 | 亞洲青年羽毛球錦標賽   | 其他       | 混合團體 | 冠軍   |
| 2015年 | 中國羽毛球國際挑戰賽   | 國際挑戰賽 | 男子單打 | 準決賽 |
| 2015年 | 中國羽毛球大師賽       | 黃金大獎賽 | 男子單打 | 亞軍   |
| 2016年 | 印度羽毛球黃金大獎賽   | 黃金大獎賽 | 男子單打 | 亞軍   |
| 2016年 | 纽西兰羽毛球黃金大獎賽 | 黃金大獎賽 | 男子單打 | 冠軍   |
| 2016年 | 印尼羽毛球大師賽       | 黃金大獎賽 | 男子單打 | 亞軍   |
| 2016年 | 澳門羽毛球黃金大獎賽   | 黃金大獎賽 | 男子單打 | 準決賽 |
| 2017年 | 中國羽毛球大師賽       | 黃金大獎賽 | 男子單打 | 準決賽 |
| 2018年 | 全英羽毛球公開賽       | 超級1000賽 | 男子單打 | 準決賽 |
| 2019年 | 印度羽毛球公開賽       | 超級500賽  | 男子單打 | 準決賽 |

| 2007-2017年 | 首要超級賽 | 超級賽 | 黃金大獎賽 | 大獎賽 | 國際挑戰賽 | 國際系列賽 | 未來系列賽 | 其他 |

| 2018-2026年 | 總決賽 | 超級1000賽 | 超級750賽 | 超級500賽 | 超級300賽 | 超級100賽 | 國際挑戰賽 | 國際系列賽 | 未來系列賽 | 其他 |

### 奧運會和世錦賽參賽紀錄
|          | 2018 | 2019 |
| -------- | ---- | ---- |
| 男子單打 | 32強 | 64強 |